# Mick Hucknall
Michael James "Mick" Hucknall, född 8 juni 1960 i Denton utanför Manchester, är sångare och låtskrivare i det brittiska bandet Simply Red.

## Biografi
Hucknall var ensambarn och blev övergiven av sin mor vid 3 års ålder, en händelse som sedan inspirerade honom att skriva Simply Reds genombrottssång "Holding Back the Years". Hans far Reg var den som uppfostrade honom. 
Hucknalls tidiga intresse för musik ledde honom till att vara en av grundarna till sitt första band The Frantic Elevators i slutet av 1970-talet. The Frantic Elevators släppte fyra singlar, varav en innehöll en version av  "Holding Back The Years", som senare släpptes med Simply Red 1986. Med sin speciella stil och utstrålning med sitt röda krulliga hår har Hucknall varit synonymt med bandet Simply Red och ansiktet utåt. Hucknall bröt med de stora skivbolagen och bildade ett eget skivbolag. Fn. simplyred.com. 
I juni 2007 föddes hans dotter Romy True Hucknall, som han fick tillsammans med Gabriella Wesberry. Tillsammans med Johnny Depp, John Malkovich, och Sean Penn äger Hucknall restaurangen Man Ray i Paris.